# Малий Липовець
Малий Липовець (словен. Mali Lipovec) — поселення в общині Жужемберк, регіон Південно-Східна Словенія, Словенія. Висота над рівнем моря: 342,8 м.